# 朱統𨬎
朱統𨬎（1626年3月13日—1689年11月7日），字德冲，號芝園，江西南昌人，祖籍直隸鳳陽（今安徽），明朝宗室、政治人物，同进士出身。

## 生平
石城端隱王朱覲鏑來孫。石城安恪王朱宸浮玄孫。奉國將軍朱謀超三子。封鎮國中尉。崇禎十五年（1642年）中壬午科江西鄉試舉人，次年聯捷癸未科同进士，歷任福建福清县知县、侯官縣知縣、廣東道監察御史。

## 家庭
曾祖拱𣑁，石城安恪王宸浮子、祖多燎，封輔國將軍、父謀超，封奉國將軍。見任中書舍人。妻劉氏（1627年-1691年）。
兄統⿰金⿱有土，統𬫏，弟統鑵，統鐸。